# Oxytropis villosa
Oxytropis villosa là một loài thực vật có hoa trong họ Đậu. Loài này được (Rydb.) Blank. miêu tả khoa học đầu tiên năm 1905.